# 韓国道路公社ハイパス
韓国道路公社ハイパス（かんこくどうろこうしゃハイパス、朝鮮語: 한국도로공사 하이패스）は、大韓民国慶尚北道金泉市を本拠地とする女子バレーボールチーム。1970年創設。

## 歴史
1970年に創設された。2010年に本拠地を韓国道路公社の本社がある城南市に移転した。これに伴い、チーム名に城南を冠することとし、城南韓国道路公社ハイパスジェニス（성남 한국도로공사 하이패스 제니스）へ改称。2014-15シーズンでは、ジェニスを外した城南韓国道路公社ハイパス（성남 한국도로공사 하이패스）の名称を使用した。
2015年5月21日、韓国道路公社の金泉市への移動に伴いチームも本拠地を金泉市とすることになった。

## 主な成績
韓国Vリーグ
- 優勝：1回（2017-2018）
- 準優勝：4回（2005、2005-2006、2014-2015、2018-2019）

KOVOカップ
- 優勝：1回（2011年）
- 準優勝：5回（2006年、2008年、2010年、2017年、2022年）

## 歴代所属選手
- キム・サネ
- ハン・ソンイ
- イム・ヒョスク
- オ・ジユン
- イ・ボラ
- ハ・ジュニム
- チャン・ソヨン
- イ・ヒョヒ
- チョン・デヨン
- ミラグロス・カブラル
- サラ・パバン
- ジョージナ・ソレダ・ピネト
- イヴァナ・ネーショヴィッチ
- ヴァニャ・ブキリッチ
- ニコル・フォーセット
- レズリー・シクラ